# Stanisław Kościałkowski
Stanisław Kościałkowski (ur. 12 października?/24 października 1881 w Grodnie, zm. 2 września 1960 w Pitsford Hall k. Northampton) – polski historyk, badacz dziejów Litwy, profesor Uniwersytetu Stefana Batorego w Wilnie.

## Życiorys
Urodził się w Grodnie, w rodzinie Józefa, lekarza i działacza społecznego, powstańca styczniowego, oraz Ludwiki z Eysmontów. W 1900 r. ukończył gimnazjum rosyjskie w Grodnie. Studiował historię i literaturę polską, przez rok na Cesarskim Uniwersytecie Warszawskim, a następnie na Uniwersytecie Jagiellońskim. W 1905 r. obronił pracę doktorską pt. Rola polityczna Antoniego Tyzenhauza. Następnie wyjechał do Rzymu jako stypendysta Akademii Umiejętności.
W 1906 r. zamieszkał w Wilnie, pracując jako nauczyciel języka polskiego w rosyjskich gimnazjach rządowych. W 1915 r., w czasie okupacji niemieckiej, został członkiem tajnego Komitetu Edukacyjnego, przystępując do organizowania polskiego szkolnictwa, zarówno średniego, jak i wyższego. Z jego inicjatywy od września 1915 zaczęły funkcjonować dwie szkoły średnie: męska, późniejsze Gimnazjum im. Zygmunta Augusta oraz gimnazjum żeńskie, nazwane następnie imieniem Elizy Orzeszkowej, pisarki, z którą rodzina Kościałkowskich była zaprzyjaźniona. Stanisław Kościałkowski przez pewien czas pełnił nadzór nad obiema szkołami, uczył też w nich historii i literatury polskiej.
Jednocześnie brał udział w pracach komitetu organizacyjnego Uniwersytetu Wileńskiego i został, w 1919 r., członkiem tymczasowego senatu tej uczelni. W 1921 r. objął stanowisko zastępcy profesora USB, a w 1935 r. został profesorem zwyczajnym. W czasie pracy na uniwersytecie pełnił różne funkcje, m.in. prodziekana Wydziału Humanistycznego. Jego zainteresowania naukowe koncentrowały się przede wszystkim na historii Wielkiego Księstwa Litewskiego.
Po agresji III Rzeszy i ZSRR na Polskę i przekazaniu przez ZSRR okupowanego po agresji na Polskę Wilna Litwie i rozwiązaniu 15 grudnia 1939 przez władze litewskie Uniwersytetu Stefana Batorego nie przerwał pracy, prowadząc w latach 1940–1941 tajne zajęcia ze studentami u siebie w domu. Jednocześnie opiekował się zbiorami Towarzystwa Przyjaciół Nauk w Wilnie.
Po aneksji Litwy przez ZSRR (3 sierpnia 1940) w czerwcu 1941 został aresztowany przez NKWD i wywieziony do łagru na północy Uralu. Zwolniony po wybuchu wojny niemiecko-sowieckiej i układzie Sikorski-Majski w styczniu 1942, ewakuował się wraz z armią Andersa do Iranu. Rozwinął tam działalność kulturalną i wydawniczą, tworząc Towarzystwo Studiów Irańskich. Wykładał także na Polsko-Irańskim Uniwersytecie Ludowym oraz na kursach dla nauczycieli. Melchior Wańkowicz tak napisał o spotkaniu z profesorem Kościałkowskim w Teheranie:

W Towarzystwie Studiów Irańskich gospodaruje profesor Stanisław Kościałkowski – święty człowiek. Będąc profesorem wileńskiego uniwersytetu, trzydzieści lat pracował nad epoką Tyzenhausa (...). W 1939 roku oddał manuskrypt do druku. Wojna rozrzuciła wydrukowane arkusze, zniszczyła rękopis.
„Opus vitae meae” – mówi smętnie autor. Teraz profesor, który dziwnym zrządzeniem losu przetrwał Ural, gorączkuje i kwęka, jak to się mówi u nas na kresach. Niemniej każdy dzień, wolny jako tako od niedomogów, poświęca stworzonemu przez siebie instytutowi.

W 1945 r. przeniósł się do Bejrutu, także tam organizując życie kulturalne i szkolnictwo: stworzył Instytut Polski Naukowy z dwuletnim Studium Polonistycznym. Pobyt na Bliskim Wschodzie wykorzystał do badań nad historią stosunków polsko-irańskich oraz polsko-libańskich i syryjskich.
W 1950 r. wyjechał do Anglii, zamieszkując w Pitsford Hall koło Northampton. Uczył w szkole sióstr nazaretanek, wykładał także na Polskim Uniwersytecie w Londynie, nie przyjmując jednak wyboru na jego rektora. Członek założyciel Polskiego Towarzystwa Naukowego na Obczyźnie. Był też współpracownikiem paryskiej „Kultury”. Zmarł 2 września 1960.

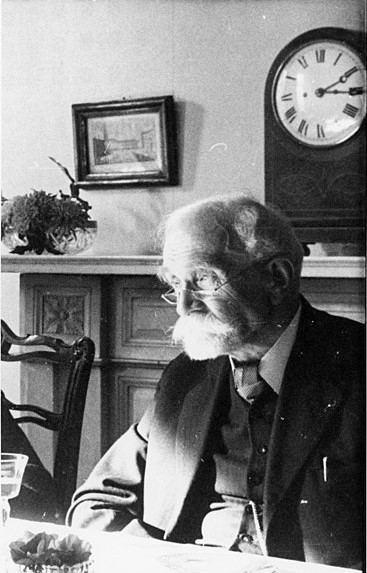
Stanisław Kościałkowski

## Uczniowie[3]
Do uczniów Stanisława Kościałkowskiego należy zaliczyć takie osoby jak: Krystyna Adolphowa, Marta Burbianka, Aleksy Deruga, Antoni Gołubiew, Eugeniusz Gulczyński, Paweł Jasienica, Anna Kalenkiewiczówna, Lucjan Krawiec, Witold Nowodworski, Jerzy Orda, Maria Puciatowa, Wanda Tukanowicz, Bogumił Zwolski, Wanda Zwolska, Leonid Żytkowicz.

## Ordery i odznaczenia
- Krzyż Komandorski Orderu Odrodzenia Polski (10 listopada 1928)[4][5]
- Srebrny Wawrzyn Akademicki (7 listopada 1936)[6]

## Wybrane publikacje[7]
- Kilka szczegółów o Korpusie Kadetów w Nieświeżu, „Litwa i Ruś”, Wilno 1912, t. 4, z. 1, s. 19–35.
- Ze studiów nad dziejami ekonomii królewskich na Litwie, Wilno 1914.
- Aleksander Zdanowicz, Wilno 1918.
- Nieznany przyczynek do lat młodych Mickiewicza. (Sprawa o napis na laku), Wilno 1922.
- Z dziejów Komisji Skarbowej Litewskiej (w początkach panowania Stanisława Augusta 1765–1780),Wilno 1924.
- Przegląd dziejów Polski. Notatki z wykładów [1], Epoka porozbiorowa, Wilno: USB 1924.
- Przegląd dziejów Polski. Notatki z wykładów [2], Trymestr 2, Wilno: USB 1925.
- Przegląd dziejów Polski. Notatki z wykładów [3], Trymestr 3, Wilno: USB 1925.
- Przegląd dziejów Polski. Notatki z wykładów [4], Wieki średnie. Trymestr 1, Wilno: USB 1925.
- Z dziejów ofiarności na rzecz nauki i nauczania na Litwie, Warszawa 1925.
- Uwagi o jeziorze Narocz oraz o rzece Narocz (na podstawie spostrzeżeń poczynionych podczas wycieczki odbytej łodzią z Narocza do Wilna w lipcu r. 1926), 1926.
- Przegląd dziejów Polski. Notatki z wykładów [5], Wieki średnie. Trymestr 2, Wilno: USB 1926.
- Przegląd dziejów Polski. Notatki z wykładów [6], Trymestr 1 1926/1927, Wilno: USB 1926.
- Przegląd dziejów Polski. Notatki z wykładów [7], Trymestr 2, Wilno: USB 1927.
- Przegląd dziejów Polski. Notatki z wykładów [8], Trymestr 3, Wilno: USB 1927.
- Przegląd dziejów Polski. Notatki z wykładów [9], Kurs 3: Od panowania Zygmunta 3 do pierwszego rozbioru: rok akad. 1927/1928, Wilno: USB 1928.
- Z literatury polemiczno-sądowej XVIII w. Studjum historyczno-bibljograficzne na tle sprawy Antoniego Tyzenhauza, podskarbiego nadwornego litewskiego, w latach 1780–1784, Wilno 1928.
- Wilno i ziemia wileńska: zarys monograficzny, t. 1–2, red. nauk. Stanisław Kościałkowski, Wilno: Wojewódzki Komitet Regjonalny 1930–1937.
- Historiografia polska w dobie Naruszewicza i jego szkoły. Skrypt według wykładów Stanisława Kościałkowskiego, Wilno: Wydawnictwo Koła Historyków Studentów USB 1937.
- Michał Eustachy Brensztein. Zarys życia i działalności naukowo-publicystycznej wraz z wykazem bibljograficznym prac, Wilno 1938.
- Tysiąc lat historii Polski w zarysie, Teheran: Delegatura Ministerstwa Wyznań Religijnych i Oświecenia Publicznego w Teheranie 1944.
- (współautor: Melania Gołaszewska), Polonica bibliograficzne irańskie z lat 1942–1944, Teheran 1945.
- L’Iran et la Pologne a travers les siécles, Teheran: Société polonaise des études iraniennes 1943.
- O. Maksymilian Ryllo T.J. 1802–1848, Bejrut 1946.
- Historia. Historiografia. Historyka: wykład wstępny wygłoszony na otwarciu Studium Polonistycznego przy Instytucie Polskim w Bejrucie, Bejrut 1948.
- Dżul Slufatski (Juliusz Słowacki), Anhelli, przeł. Jussuf Assad Dagher, przedm. i koment. Stanisław Kościałkowski, Bejrut: „Reduta” 1949.
- Polacy a Liban i Syria w toku dziejowym, Bejrut 1949.
- (współautorzy: Melania Gołaszewska, Roman Zdzieński), Polonica bibliograficzne irańskie z roku 1945, tudzież uzupełnienia do lat 1942–1944, Bejrut: Instytut Polski 1949.
- (współautor: Maria Lagowska), Polonica bibliograficzne libańskie z lat 1942–1949 (styczeń–czerwiec), Bejrut: Instytut Polski 1949.
- Historyka. Wstęp do studiów historycznych, Londyn: PUNO 1954.
- Antoni Tyzenhauz. Podskarbi nadworny litewski. Studia nad wewnętrznymi dziejami Litwy w początkach panowania Stanisława Augusta (1765–1780), Londyn: Społeczność Akademicka Uniwersytetu Stefana Batorego 1956.
- Studia i szkice przygodne: z historii i z jej pogranicza z literaturą, Londyn: Społeczność Akademicka USB 1956.
- Pamiętna choć przemilczana rocznica – Towarzystwo Przyjaciół Nauk w Wilnie w 50-lecie jego powstania (1907–1957), Londyn 1957.
- Ugoda hadziacka z 1658 r. – w 300-letnią jej rocznicę. Odczyt, Teheran: Instytut Wschodni „Reduta” 1958.
- Via lucis, London: Instytut Marianum w Wielkiej Brytanii 1958.
- Spostrzeżenia nad ostateczną redakcją „Historii Polski” wydanej przez PWN w Warszawie: (tom 1 od roku 1764, tom 2, cz. 1 1764–1795), Londyn: Polskie Towarzystwo Historyczne w Wielkiej Brytanii 1959.
- Ks. arcybiskup Romuald Jałbrzykowski Metropolita Wileński, Penrhos Home w Walii: Wydawnictwo „Marianum w Służbie” 1963.
- Antoni Tyzenhauz: podskarbi nadworny litewski, t. 1–2, przygot. do druku Lidia Ciołkoszowa, Londyn: Wydawnictwo Społeczności Akademickiej Uniwersytetu Stefana Batorego w Londynie 1971.
- Raptularz, Londyn: Społeczność Akademicka USB 1973.
- Poznajmy naszą przeszłość. Zarys wiadomości z dziejów Polski od Piastów do 1945 roku, oprac. Stanisław Kościałkowski, red. Barbara Mękarska-Kozłowska, wyd. 3 uzup., Londyn: Instytut Józefa Piłsudskiego w Londynie 1988.
- Les Polonais et leurs relations avec le Liban à travers les siècles = Polacy a Liban w toku dziejowym, texte ref. et adapt. par Mohammad Saleh el-Bondack, préf. de Michel China, Beyrouth 1992 (reprint).
- Akty cechów wileńskich 1495–1759, zebrał i przygotował do dr. Henryk Łowmiański, przy współudziale Marii Łowmiańskiej i Stanisława Kościałkowskiego, przedmową i skorowidzem. opatrzył Jan Jurkiewicz, Poznań: Wydawnictwo Poznańskie 2006.